# كيفن غريني (عالم آثار)
كيفن غريني (بالإنجليزية: Kevin Greene)‏ هو عالم آثار بريطاني، ولد في 1948.